# Fødselsstiftelsen

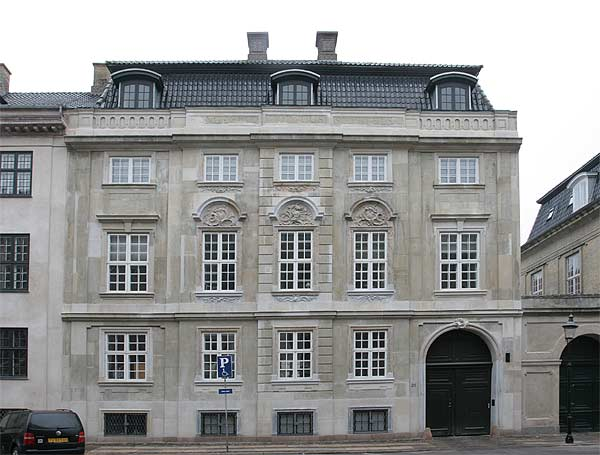
Fødselsstiftelsens byggnad på Amaliegade, ritad av Lauritz de Thurah.

Fødselsstiftelsen var under åren 1750–1910 ett barnbördshus i Köpenhamn.
Fødselsstiftelsen tillkom då kungen "inget hellre önskade, än att den så ofta förekommande barnafödandet i lönndom och det ofta därefter dödandet av foster kunde förebyggas", och därför bestämde, att det skulle finnas ett par edfästa barnmorskor, hos vilka ogifta kvinnor kunde föda hemligt. Det hyrdes ett par hus av en barnmorska i Gothersgade nära vallen, och under de nio år som Fødselsstiftelsen var förlagd dit föddes 2841 barn. Då barnmorskan avled, flyttades anstalten 1759 till Frederiks Hospital, där inrymdes i den paviljong, som låg närmast Amalienborg. Två år senare skänktes den till Köpenhamns universitets medicinska fakultet och den nådde snart betydande anseende under de två första professorerna Christian Johan Berger och Matthias Saxtorph. År 1787 flyttades Fødselstiftelsen till en byggnad i Amaliegade vid sidan av Frederiks Hospital (senare nr 25), som hade skänkts av drottning Juliana Maria.
Fødselsstiftelsen stod i nära samband med en vårdanstalt för nyfödda barn, och 1771–1774 fanns där en låda, i vilken nyfödda barn kunde avlämnas till det offentlig försörjning, men denna togs bort på grund av missbruk. Från 1787 var Fødsels- och Plejestiftelsen förenade och 1894 inrättades där även en liten gynekologisk avdelning. År 1910 flyttades Fødselsstiftelsen tillika med Frederiks Hospital till det nya Rigshospitalet, där den var placerad vid Juliane Maries vej.
I likhet med andra barnbördshus, förekom även på Fødselsstiftelsen svåra epidemier av barnsängsfeber. Åren 1823–1844 dog där 5–6%, men tidvis steg dödligheten till våldsamma epidemier kulminerande med, att hälften av de 169 födande november–december 1839 avled av barnsängsfeber, medan så gott som samtliga andra var mer eller mindre angripna. Man stängde då anstalten i fem månader och företog betydande förändringar, men 1844 fick den stängs igen, och då dödligheten 1860–1864 steg till 7%, stängdes den åter tre månader om sommaren och senare årligen, till de sista åren, i två månader. Man införde även ett filialsystem, genom vilket en mängd föderskor hänvisades till filialer i staden. År 1870 införde professor Asger Stadfeldt den antiseptiska sårbehandling vid förlossningarna, vilket ledde till att dödligheten sjönk till 1–5 promille, och senare ännu lägre.